# Elecciones federales de Alemania de 1912
Las elecciones parlamentarias de Alemania de 1912 se celebraron el 12 de enero de 1912.
A pesar de que el Partido Socialdemócrata de Alemania (SPD) había recibido la mayoría de votos en cada elección desde 1890, nunca había ganado la mayoría de los escaños, y en las elecciones de 1907 había ganado menos de la mitad de los escaños recibidos por el Partido del Centro, a pesar de recibir más de un millón de votos populares más. Sin embargo, el partido se presentó a estas elecciones ganando más del doble de los votos obtenidos por el Partido del Centro (que obtuvo la segunda mayoría), convirtiéndose en el partido más poderoso y obteniendo 110 de los 397 escaños del Reichstag.
Los partidos hostiles o ambivalentes a las élites gobernantes del Imperio alemán - los socialdemócratas, el Partido de Centro y los liberales de izquierda del Partido Popular Progresista- ganaron juntos la mayoría de los escaños. Esto permitió un voto de censura exitoso en el gobierno de Theobald von Bethmann-Hollweg sobre la Crisis de Zabern en 1913 y la Resolución de Paz del Reichstag de 1917. Sin embargo, el Centro y los progresistas no estaban dispuestos a actuar de manera consistente en la oposición, lo que dejó al gobierno en gran parte libre de hacer lo que quisiera.
Algunos historiadores, como Fritz Fischer, han teorizado que la Primera Guerra Mundial fue en parte resultado de la estrategia de los conservadores Junkers prusianos para lidiar con el resultado electoral. Según la teoría, en un intento por incrementar el apoyo a los partidos y políticas conservadoras y para distraer a la población del SPD, los Junkers esperaban generar patriotismo mediante un conflicto externo con Rusia u otro estado de Europa del Este como Serbia.
Estas fueron las últimas elecciones parlamentarias realizadas en el Imperio alemán, ya que en 1914 tuvo lugar el estallido de la Primera Guerra Mundial y los siguientes comicios (celebrados en 1919) serían llevados a cabo en la recién establecida República de Weimar.

## Resultados
| # | Partido político    | Votos      | % de votos válidos | Escaños | Variación (escaños) |
| - | ------------------- | ---------- | ------------------ | ------- | ------------------- |
| 1 | SPD                 | 4.250.399  | 34.8%              | 110     | +67                 |
| 2 | Zentrum             | 1.988.504  | 16.3%              | 90      | -11                 |
| 3 | NLP                 | 1.651.115  | 13.5%              | 45      | -11                 |
| 4 | FVP                 | 1.448.097  | 11.9%              | 41      | -9                  |
| 5 | KP                  | 1.006.570  | 8.2%               | 41      | -18                 |
| 6 | DRP                 | 396.948    | 3.2%               | 14      | -10                 |
| 7 | PP                  | 246.275    | 2.0%               | 10      | =                   |
| 8 | Otros partidos      | 1.219.724  | 10.0%              | 46      | -                   |
|   | Votos nulos/blancos | 53.099     | -                  | -       | -                   |
|   | Total               | 12.260.731 | 100.0%             | 397     | =                   |

Fuente: Wahlen in Deutschland